# Raffaele Pisu
Raffaele Pisu nom de scène de Guerrino Pisu, né le 24 mai 1925 à Bologne en Italie et mort le 31 juillet 2019 à Castel San Pietro Terme dans la ville métropolitaine de Bologne, est un acteur italien.

## Biographie
Né à Bologne sous le nom de Guerrino Pisu dans une famille d'origine sarde, Pisu fait ses débuts dans le théâtre dramatique et en 1945, il est l'un des fondateurs de la compagnie de théâtre L'attico, puis se concentre sur l'avanspettacolo en travaillant avec les Nava Sisters, Isa Barzizza et Wanda Osiris.Il atteint la popularité avec plusieurs émissions de variétés à la radio et  à la télévision, notamment avec l'émission de variété télévisuelle L'amico del giaguaro (1961-1964). Pisu est également actif dans des films et téléfilms, généralement dans des seconds rôles.
Résistant pendant la Seconde Guerre mondiale, il a été emprisonné pendant 15 mois dans un camp de concentration allemand.
Raffaele Pisu est le frère de l'acteur Mario Pisu.

## Filmographie partielle
- 1951 : Il padrone del vapore de Mario Mattoli
- 1954 : Ridere! Ridere! Ridere! d'Edoardo Anton
- 1957 : Pères et fils (Padri e figli) de Mario Monicelli
- 1958 : L'amico del giaguaro de Giuseppe Bennati
- 1959 : Pousse pas grand-père dans les orties (Juke box urli d'amore) de Mauro Morassi
- 1960 : Caravan Petrol de Mario Amendola
- 1962 : Ulysse contre Hercule (Ulisse contro Ercole) de Mario Caiano
- 1964 : Marcher ou mourir (Italiani brava gente) de Giuseppe De Santis
- 1966 : Play-Boy Party (L'ombrellone) de Dino Risi
- 2004 : Les Conséquences de l'amour (Le conseguenze dell'amore) de Paolo Sorrentino
- 2008 : Par suite d'un arrêt de travail... de Frédéric Andréi
- 2011 : Il mio domani de Marina Spada

## Distinctions
- 2005 : Ruban d'argent du meilleur acteur dans un second rôle